# Rio Dobreasca
O Rio Dobreasca é um rio da Romênia, afluente do Lăzeşti, localizado no distrito de Alba.